# Son Heung-min
Heung-min Son (ur. 8 lipca 1992 w Chuncheon) – południowokoreański piłkarz, występujący na pozycji napastnika w Los Angeles FC oraz w reprezentacji Korei Południowej, której jest kapitanem. Uczestnik Mistrzostw Świata 2014, 2018 i 2022. Złoty medalista igrzysk azjatyckich .

## Kariera klubowa
Son karierę rozpoczynał w 2008 w zespole ze szkoły średniej Dongbuk High School. W tym samym roku trafił do juniorskiej ekipy niemieckiego Hamburgera SV. W marcu 2010 został włączony do jego rezerw, grających w Regionallidze Nord. Latem 2010 podpisując pierwszy profesjonalny kontrakt awansował do pierwszej drużyny Hamburger SV. W Bundeslidze zadebiutował 30 października 2010 w przegranym 2:3 pojedynku z 1. FC Köln, w którym strzelił także gola. Od tamtego czasu stał się kluczowym zawodnikiem HSV.
W czerwcu 2013 przeniósł się do Bayeru 04 Leverkusen. Niemiecki klub zapłacił za niego 10 mln euro.
28 sierpnia 2015 został zawodnikiem Tottenhamu Hotspur, z którym związał się pięcioletnią umową. Za jego transfer klub z północnego Londynu zapłacił Bayerowi Leverkusen 30 milionów euro. Było to najwyższą kwotą w historii zapłaconą za azjatyckiego piłkarza. Zdobył złotego buta za sezon Premier League (2021/2022). 
6 sierpnia 2025 został zawodnikiem klubu MLS – Los Angeles FC.

## Kariera reprezentacyjna
W latach 2008–2009 Son rozegrał 15 spotkań i zdobył 7 bramek w reprezentacji Korei Południowej U-17. W kadrze seniorskiej zadebiutował w 2010 roku.
W 2011 został powołany do kadry na Puchar Azji. Obecnie jest kapitanem dorosłej reprezentacji Korei Południowej. Został powołany na mistrzostwa świata w 2018. Podczas igrzysk azjatyckich zdobył z reprezentacją złoty medal w piłce nożnej mężczyzn.

## Sukcesy

### Klubowe
- Zwycięzca Ligi Europy 2024/25

### Reprezentacyjne
- Igrzyska azjatyckie: 2018[2]
- 2. miejsce w Pucharze Azji: 2015
- 3. miejsce w Pucharze Azji: 2011
- Wicemistrz Azji U-16: 2008

### Indywidualne
- Król strzelców Premier League: 2021/2022 (23 gole)[a]
- Król strzelców Pucharu Anglii: 2016/2017 (6 goli)

### Wyróżnienia
- Piłkarz roku w Korei Południowej: 2013, 2014, 2017, 2019, 2020, 2021, 2022
- Piłkarz roku w Azji: 2014[6], 2015[7], 2017[8], 2018[9], 2019[10], 2020[11], 2021[12], 2022[13], 2023[14]
- Azjatycki międzynarodowy piłkarz roku: 2015[15], 2017[16], 2019[17]
- Piłkarz sezonu w plebiscycie Eurosportu: 2021/2022[18]
- Piłkarz sezonu w Tottenhamie Hotspur: 2018/2019[19], 2019/2020[20], 2021/2022[21]
- Drużyna turnieju Pucharu Azji: 2015
- Gol roku w Korei Południowej: 2015, 2016, 2018
- Piłkarz miesiąca Premier League: Wrzesień 2016, Kwiecień 2017, Październik 2020, Wrzesień 2023[22]
- Gol sezonu w Tottenhamie Hotspur: 2017/2018[23], 2018/2019[24], 2019/2020[20], 2022/2023[25]
- Gol dekady w Tottenhamie Hotspur: 2020[26]